# Affaire de torture de Longuè Longuè
L'affaire de torture de Longuè Longuè concerne les actes de torture qu'il a subis de la part des services de la sécurité militaire à Douala, au Cameroun.
Cette affaire a pris de l'ampleur et a suscité une mobilisation générale après que le chanteur Longuè Longuè a diffusé, en octobre 2024, une vidéo révélant ces actes, cinq ans après les événements.

## Contexte et déroulement

### Contexte
Longuè Longuè, nom de scène de Simon Agno Longkana, est un artiste engagé qui a déjà eu plusieurs déboires avec la justice en France et au Cameroun,,,,,. Il est célèbre pour des chansons populaires où il dénonce et d'autres où il encense des personnes par des techniques dites de Libanga.
Longuè Longuè soutient Akere Muna durant ses meetings de campagne en vue des élections de 2018. Au désistement de celui-ci, il soutient Maurice Kamto au sujet duquel il déclare:  

« Si vous voulez, sortez Maurice Kamto, on reprend les élections ville par ville, on va voir qui va gagner. Maurice Kamto va battre Paul Biya. Kamto a gagné les élections, vous avez volé [...]
Kamto tape Paul Biya aller-retour si les élections sont libres et transparentes au Cameroun,. »

Les événements de torture se seraient déroulés à Douala. Interpellé le lundi dans le restaurant de l'hôtel Sawa, l'artiste aurait été libéré dans la nuit du 4 avril 2019 après ces actes de torture, mais pas immédiatement, selon ses déclarations. Il a confié à Équinoxe TV qu'il avait compris la correction.

### Circonstances de publication de la vidéo
Le mardi 22 octobre 2024, après être finalement parvenu à sortir du Cameroun, il annonce sur internet qu'il publiera une vidéo qui montre les actes de torture qu'il a subi dans les locaux et par des agents de la sécurité militaire du Cameroun dans la ville de Douala,. Il partage un extrait sonore de la vidéo,.
Il met la vidéo en ligne le 23 octobre.
La vidéo devient virale et est reprise dans la presse dès le jour même. Lors d'une interview sur TV5 Monde le 25 octobre 2024, il affirme avoir reçu la vidéo d'un leader camerounais de la diaspora aux États-Unis, William Jordan de Jésus, qui l'aurait reçue de Patrice Nouma.
Longuè Longuè exprime dans la même interview avoir reçu des menaces de représailles contre sa famille restée au Cameroun s'il publiait la vidéo.

### Déroulement
La vidéo dure plus de 4 minutes. Les sévices pourraient s'être déroulé la nuit et/ou dans un domicile privé. En sous-vêtements, ses bourreaux l'entravent avec une chaise et le coincent assis au sol, le dos au mur, les jambes allongées pour lui frapper les semelles des pieds à la machette. Il crie, se plaint de souffrir de nerfs sciatiques.
D'après les déclarations, l'artiste aurait été interpellé par des membres de l'armée à l'hotel Sawa à Douala.
Et selon lui, Maurice Kamto aurait remporté l'élection présidentielle camerounaise de 2018.
Il déclare à la BBC:  

« Ça fait 3 mois que j’ai quitté le Cameroun, je ne m’y sentais plus en sécurité », confie l’artiste de 51 ans à la BBC. « Je priais Dieu pour qu’il me fasse quitter le pays, parce que je ne voulais pas être présent au Cameroun lors de la prochaine présidentielle [...]
10 militaires musclés m’ont torturé à la machette pendant que leur patron filmait »

Pour échapper à la dizaine (5 à 6 selon d'autres sources) de tortionnaires, il dit,: 

« J'ai toujours chanté pour le couple présidentiel commandant! Je vais mourir pardon. Arrêtez! »

### Auteurs présumés
Longuè Longuè affirme être filmé par "Ben Tabala". Le capitaine de frégate Bernard Mbu Tabala cité dans la presse est alors responsable à Douala de l'antenne de la Semil camerounaise,. Il affirme être torturé sous les ordres de Émile Joël Bamkoui, qui retenait son passeport,.

## Réactions
Le barreau du Cameroun appelle les pouvoirs publics à se saisir de l'affaire.
Au lendemain de la diffusion de la vidéo, apparaissent d'autres photos et vidéos plus récentes sur la toile où Longuè Longuè et son groupe de danse égaillent une cérémonie en présence de Bernard Mbu Tabala. L'artiste s'y laisse faroter par ce dernier à coups de billets de banques lors de la prestation. 

### Politiques
Maurice Kamto fait une déclaration où il dénonce « une barbarie d'état » et demande à la justice de se saisir de l'affaire,,,.
Cabral Libii s'exprime sur l'affaire. Mamadou Mota et d'autres hommes politiques dénoncent ces faits de torture et réclament une saisie par la justice. Célestin Djamen dénonce cette violence.

### Artistes et influenceurs
Plusieurs influenceurs se relaient sur les réseaux sociaux pour dénoncer ces actes de torture qui ne seraient pas des actes isolés. Kareyce Fotso, Valséro, Lady Ponce et bien d'autres artistes relient cette affaire à  celle ayant causé la mort du journaliste Martinez Zogo.
Des activistes manifestent leur soutien à l'artiste.

### Personnalités de la société civile
De nombreuses personnalités de la société civile telles que Mimi Meffo, exilée dans la diaspora camerounaise, réagissent à la vue de cette vidéo.
Akere Muna déclare : « Si un artiste à la notoriété établie a subi cela, il est probable que d’autres Camerounais anonymes aient été victimes de tels sévices ».
Selon Mathias Owona Nguini, Longuè Longuè serait mêlé à du financement de sécessionnistes.

### Autorités
Un communiqué du ministre délégué à la présidence chargé de la défense, Joseph Beti Assomo, annonce l'instruction d'une enquête faisant suite à la diffusion de cette vidéo,,.

### Presse et autres
La presse au Bénin, en Côte d'Ivoire, au Sénégal reprend cette affaire et commente la vidéo.

## Autres